# Masdevallia maculata
Masdevallia maculata Klotzsch & H.Karst., 1847 è una pianta della famiglia dell Orchidacee, originaria dell'America Meridionale.

## Descrizione
È un'orchidea di piccole dimensioni, spesso minime, con crescita epifita sugli alberi della foresta pluviale montana. M. maculata presenta steli robusti, ramificati, eretti, avvolti strettamente alla base da 2 o 3 guaine tubolari, portanti al loro apice un'unica foglia eretta, molto coriacea, di forma ellittica o strettamente ellittica, picciolata, ad apice ottuso o subacuto.
La fioritura avviene dalla tarda primavera all'estate, mediante una infiorescenza basale, eretta, lunga mediamente 20 centimetri, a sezione triangolare, ricoperta da sottili ed imbricate brattee floreali, portante alcuni fiori che si aprono uno alla volta. I fiori sono grandi in media 3 centimetri e, come spesso avviene per il genere Masdevallia la parte più vistosa sono i sepali, in questa specie di forma triangolare molto appuntita, di colore giallo sfumato di rosso, il labello è papilloso.

## Distribuzione e habitat
La specie è diffusa in Venezuela e Colombia.
Cresce epifita su alberi di foreste pluviali a quote comprese tra i 1100 e i 2000 metri sul livello del mare.

## Sinonimi
Alaticaulia maculata (Klotzsch & H.Karst.) Luer, 2006

Masdevallia maculata var. flava Stein, 1892

Masdevallia maculata f. flava (Stein) Christenson, 1995

## Coltivazione
Questa pianta è ottimamente coltivata in serra fredda per tutto l'anno, con buona umidità e poca luce, occorre tuttavia incrementare la temperatura nella stagione della fioritura. Può essere coltivata sia in vasi che in cesti appesi, su substrato di sfagno, radici di polipodio e fibre di osmunda, con buon drenaggio.